# Maximilianeum
Maximilianeum i stadsdelen Haidhausen i München är den byggnad som sedan 1949 är säte för den Bayerska lantdagen. 

## Bakgrund
Maximilian II av Bayern startade projektet som en stiftelse den 5 oktober 1857, då som hem för begåvade studenter, och huvudarkitekt var Friedrich Bürklein. Byggnaden stod färdig 1874. Utbyggnader gjordes åren 1958, 1964 och 1992.
Även stiftelsen har sitt säte i byggnaden som husets ägare.
I tre av byggnadens salar visades ursprungligen 30 historiska oljemålningar och 24 marmorbyster som föreställer historiska personer var uppställda i Maximilianeum. Dessa objekt var tänkta för studenternas och besökarnas utbildning. Av målningarna förstördes 14 under Andra världskriget i samband med en brand som drabbade byggnaden 1943. Några av de kvarvarande målningarna flyttades till Neue Pinakothek.